# Projekt 12150

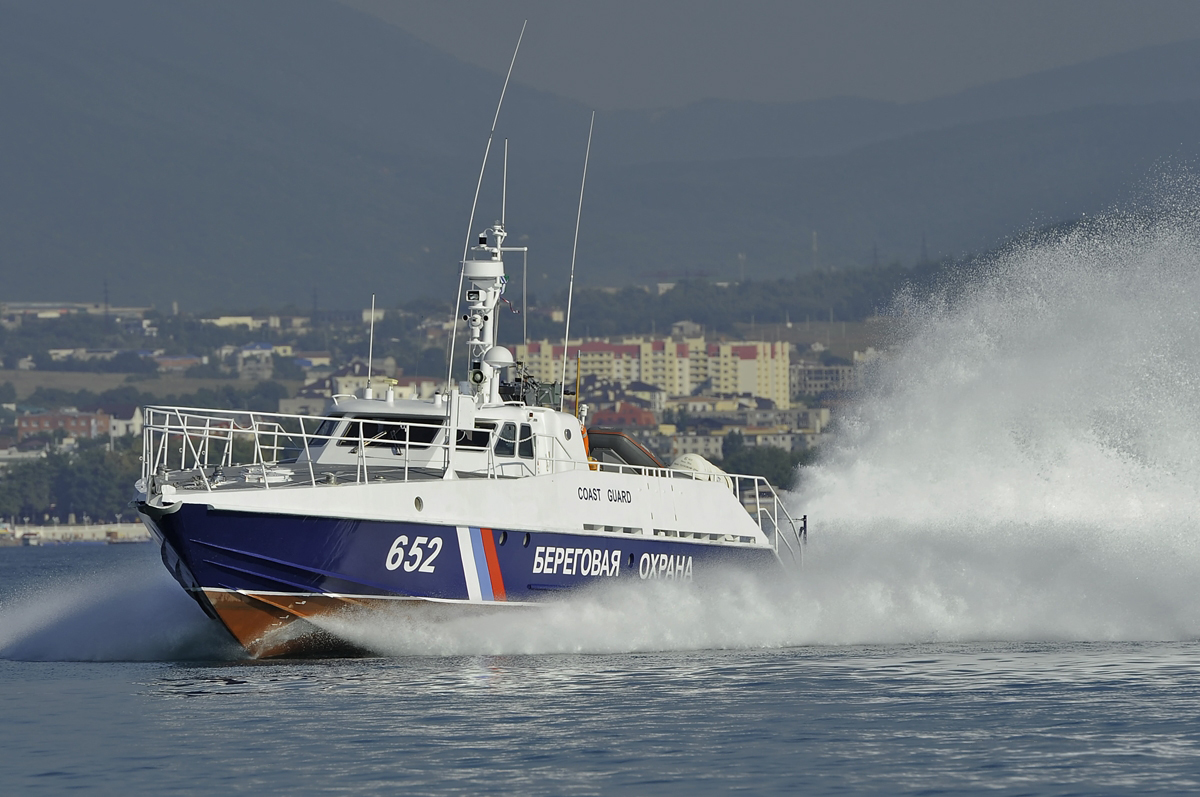
12150 in Gleitfahrt

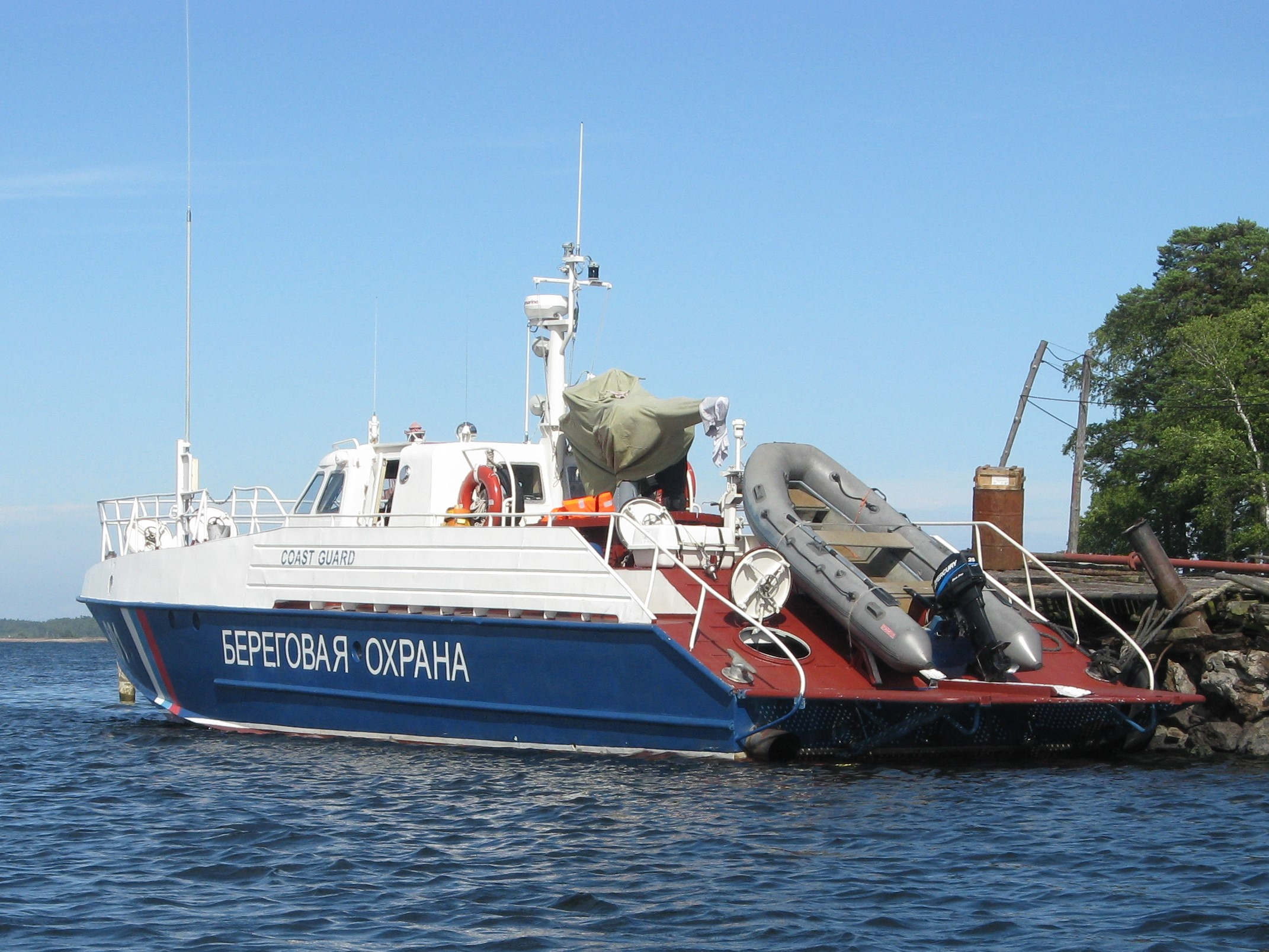
12150 Heckansicht: Beiboot & Maschinengewehr unter Plane

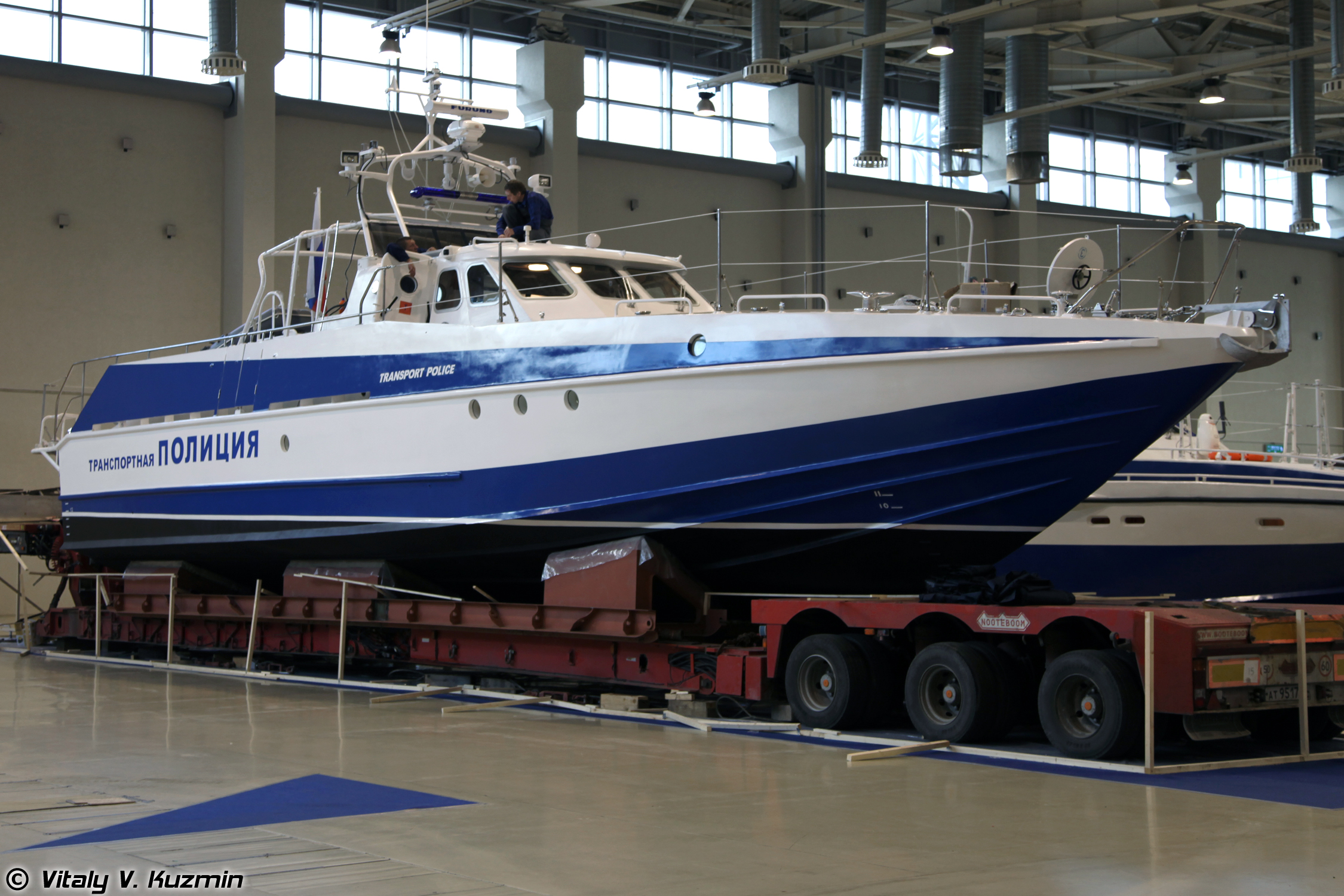
12150M auf Tieflader

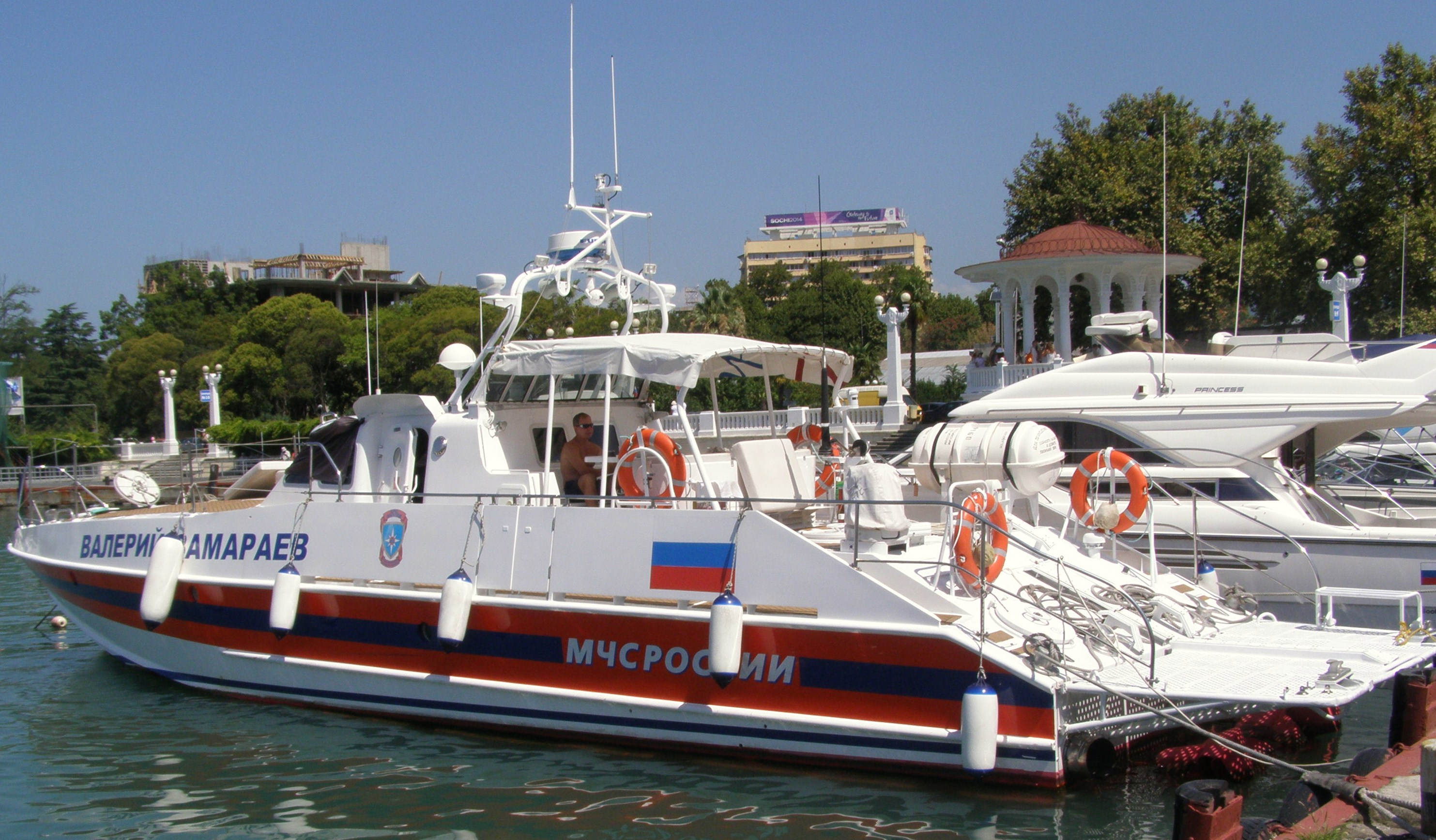
12150M des russischen Zolls

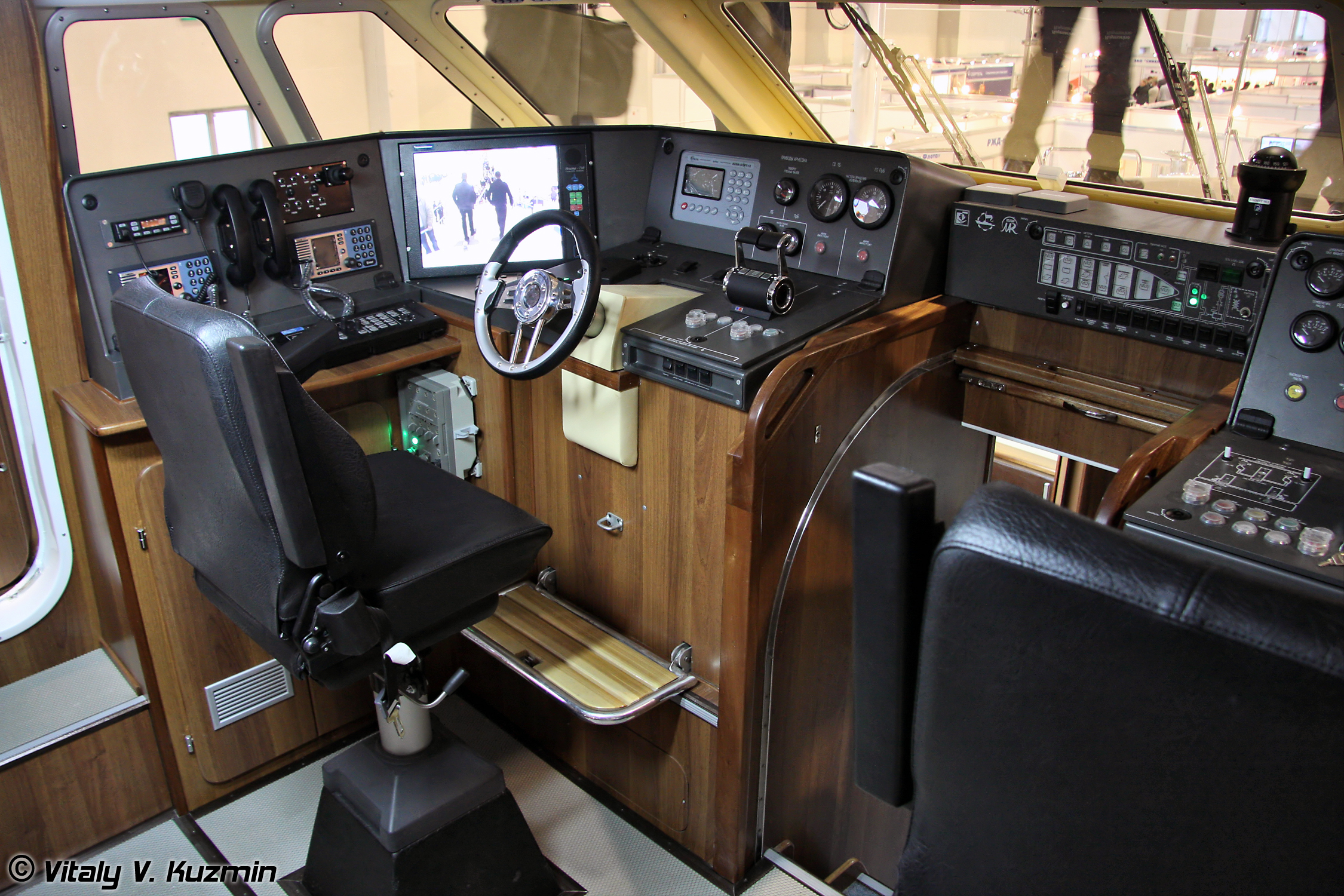
Steuerhaus einer 12150

Projekt 12150 Manguste ist eine Klasse russischer Patrouillenboote.

## Aufgabe
Die Schiffsklasse ist ausgelegt um als Schiff der Küstenwache in Küstengewässern zu operieren und dabei die Überwachung der Seegrenzen, Schiffsrouten, Zoll- und Fischereivorschriften, des Wasserschutzes etc. vorzunehmen. Durch hohe Geschwindigkeit können die Schiffe effektiv an der Suche und Rettung in Luft- und Seenotfällen teilnehmen. In der bewaffneten Variante können die Schiffe können mit schweren Maschinengewehren gegen verschiedene Bedrohungen vorgehen. Die Besatzung kann zusätzlich mit tragbaren Klein- und Leichtwaffen (z. B. leichte Maschinengewehre, Granatwerfer, MANPADS) ausgerüstet sein.
Die Schiffe sind mit einem kleinen Boot ausgestattet, welches z. B. zur Enterung von Schiffen verwendet werden kann. Bei der Konstruktion wurde darauf geachtet, dass das Schiff eine angenehme Arbeitsumgebung bietet. So wurde der Lärmschutz einbezogen, auch befindet sich eine Klimaanlage in den Kajüten und im Steuerhaus. Die Schiffsklasse ist von den Abmessungen kompakt genug, um mit Tieflader auf der Straße oder mit einem Frachtflugzeug transportiert zu werden.

## Varianten
- 12150 bewaffnet mit 14,5-mm-Maschinengewehr KPWT in einer MBTU-Lafette hinter dem Steuerhaus, Propellerantrieb
- 12150M unbewaffnet, Wasserstrahlantrieb
- 12150A veränderte interne Aufteilung, vergrößerte und erhöhte Aufbauten, bewaffnet mit einer Fernbedienbaren Waffenstation mit 12,7-mm-Maschinengewehr Kord vor der Steuerhaus, Wasserstrahlantrieb[5][6]

Das Projekt 12150W (kyrillische Schreibweise: 12150В) war geplant, wurde aber nicht realisiert. Das Schiff sollte mit einem Starter für 9K121M Wichr-K Lenkflugkörper und einem 30 mm Schnellfeuergeschütz ausgerüsteter sein. Der Munitionsvorrat sollte 4 Lenkflugkörper und 500 Geschützgranaten betragen.

## Geschichte
Das Projekt 12150 wurde im zentralen Marine-Konstruktionsbüro Almas in Sankt Petersburg (Tochterunternehmen von United Shipbuilding Corporation) konstruiert und von der Wympel-Werft in Rybinsk gebaut.
Im Zeitraum 2001-2018 wurden 75 Schiffe fertiggestellt:
- 50 für die Küstenwache der Grenztruppen des FSB
- 2 als Sondereinsatzschiff des Inlandsgeheimdienstes FSB
- 7 als Schiff für Sabotage-Abwehr bzw. zur Unterstützung von Spezialeinheiten der Russischen Seekriegsflotte (Projekt 12150A)
- 4 als Mehrzweckboote für das Innenministerium der Russischen Föderation (Projekt 12150M)
- 8 als Such- und Rettungsschiff des Katastrophenschutzministerium der Russischen Föderation (Projekt 12150M)
- 3 als mittleres Zollschiff des föderalen Zolldienstes Russlands (Projekt 12150M)
- 1 für Vodokanal dem Wasserversorgungsunternehmen von St. Petersburg[10][11][1][6]

Während des Russisch-Ukrainischer Krieges meldete der Militärnachrichtendienst der Ukraine (HUR) am 6. Mai 2024 einen Schlag gegen ein russisches Schiff der Klasse Projekt 12150. Eine MAGURA V5 Überwasserdrohne soll das Schiff bei Tschornomorske versenkt haben.

## Technische Daten
- Länge über alles: 19,45 m
- Breite über alles: 4,40 m
- Tiefgang: 1,16 m
- Seitenhöhe: 2,2 m
- Verdrängung: leer 23,6 t; voll beladen 27,2 t
- Maximalgeschwindigkeit: 48–52 kn
- Marschgeschwindigkeit 36 kn
- Reichweite: 410 sm (bei 36 kn)
- Kraftstoffvorrat: 2000 l
- Trinkwasservorrat: 290 l
- Seeausdauer: 2 Tage
- Besatzung: 3–6

Als Antrieb werden jeweils zwei Schiffsdieselmotoren mit insgesamt etwa 2240 kW (3000 bhp) verschiedener Hersteller eingesetzt: Swesda M-470M mit 1500 bhp oder MTU 10V2000M93 mit 1523 bhp oder MAN V12-1550 mit 2 × 1550 bhp. Jeder Motor treibt einen ASD-14 Arneson Oberflächenantrieb mit Festpropeller (Projekt 12150) oder einen Rolls-Royce KaMeWa FF500 Wasserstrahlantrieb (Projekt 12150A & 12150M) an. Ein 16 kW oder 26 kW Diesel-Stromerzeugungsaggregat von Onan oder Westerbeke stellt die elektrische Bordversorgung sicher.
Die Schiffshülle mit V-förmigen Kimmung besteht aus Faser-Kunststoff-Verbund. Das integrierte Navigationssystem besteht aus dem Navigationsradar, Echolot, Kreiselkompass und Magnetkompass. Das Kommunikationssystem besteht aus einem Funkgerät mit Digital Selective Calling, einem NAVTEX-Empfänger, einer COSPAS-SARSAT-Notfunkbake und Bordsprechanlage. Diese Systems entsprechen den Global Maritime Distress and Safety System (GMDSS) Anforderungen für Seegebiete А1 und А2. Das mitgeführte Beiboot befindet sich auf einer Heck-Slipanlage. Das Boot kann auch während der Fahrt zu Wasser gelassen werden.